# Вакцинація проти COVID-19 у ДР Конго
Вакцинація проти COVID-19 у ДР Конго — це кампанія масової імунізації населення Демократичної Республіки Конго проти COVID-19 під час пандемії коронавірусної хвороби. Вакцинальна кампанія в країні розпочалась 19 квітня 2021 року. Вакцинація проти COVID-19 у ДРК стала можливою за допомогою механізму COVAX, міжнародної схеми виробництва безпечних та ефективних вакцин проти COVID-19 у всьому світі. Понад 90 % отриманих доз вакцини — це вакцина Oxford-AstraZeneca, вироблена в Індії. ДРК отримала 1,7 мільйона доз через COVAX. Однак до кінця квітня в країні було введено лише близько 1000 доз вакцини, а 1,3 мільйона доз від COVAX було повернуто для перерозподілу в інші африканські країни до закінчення терміну придатності в кінці червня. Основними причинами низького рівня вакцинації в Конго є погана інфраструктура охорони здоров'я, політична нестабільність і поширення дезінформації.

## Хронологія
До кінця травня 2021 року було введено 23733 дози вакцини.
До кінця червня 2021 року введено 59733 дози вакцини.
До кінця липня 2021 року введено 86170 доз вакцини.
До кінця серпня 2021 року введено 94890 доз вакцини.
До кінця вересня 2021 року введено 137758 доз вакцини.
До кінця жовтня 2021 року введено 148684 дози вакцини. Станом на кінець місяця було повністю вакциновано менше 0,2 % цільового населення.
До кінця листопада 2021 року введено 186749 доз вакцини. Станом на кінець місяця повністю вакциновано менше 0,3 % цільового населення.
До кінця грудня 2021 року введено 333859 доз вакцини. Станом на кінець місяця повністю вакциновано менше 0,4 % цільового населення.
До кінця січня 2022 року введено 468253 дози вакцини. Станом на кінець місяця було повністю вакциновано менше 1 % цільового населення.
До кінця лютого 2022 року було введено 850731 дозу вакцини, повністю щеплено 442965 осіб.
До кінця березня 2022 року було введено 881240 доз вакцини, повністю щеплено 515732 особи.